# Ablon-sur-Seine

Położenie Ablon-sur-Seine w ramach aglomeracji paryskiej

Ablon-sur-Seine – miejscowość i gmina we Francji, w regionie Île-de-France, w departamencie Dolina Marny. Przez miejscowość przepływa Sekwana. 
Według danych na rok 1990 gminę zamieszkiwało 4938 osób, a gęstość zaludnienia wynosiła 4449 osób/km² (wśród 1287 gmin regionu Île-de-France Ablon-sur-Seine plasuje się na 329. miejscu pod względem liczby ludności, natomiast pod względem powierzchni na miejscu 888.).